# Janne Romson
Janne Romson, född 16 maj 1873 i Mora församling i Kopparbergs län, död 1 februari 1956 i Utmeland i Mora församling, var en svensk rektor, präst och författare. Han var svärfar till musikdirektören Jan Håkan Åberg.

## Biografi
Janne Romson tillhörde släkten Romson från Dalarna. Hans föräldrar var hemmansägaren Rombo Anders Mattsson och Anna Andersdotter. Efter studentexamen 1893 bedrev han akademiska studier, blev filosofie kandidat 1897 och teologie kandidat 1905. Han tjänstgjorde som rektor vid Mora folkhögskola. Han prästvigdes 1925.
Han gifte sig 1908 med Gerda Fransdotter Sjöstedt (1880–1959) från Gotland. De fick barnen Åsa 1909, Mats 1912, Kerstin 1914 och Berit 1917.